# Thalictrum cuernavacanum
Thalictrum cuernavacanum är en ranunkelväxtart som beskrevs av Joseph Nelson Rose. Thalictrum cuernavacanum ingår i släktet rutor, och familjen ranunkelväxter. Inga underarter finns listade i Catalogue of Life.